# 霍登卡練兵場慘案
霍登卡練兵場慘案是1896年5月30日发生于俄罗斯莫斯科霍登卡練兵場的一起人群踩踏事故，事故发生于沙皇尼古拉二世加冕仪式期间，现场共找到1282具尸体，估计有1200至20000人受伤。